# Schizophyllum bipartitum
Schizophyllum bipartitum är en mångfotingart som beskrevs av Karl Wilhelm Verhoeff 1910. Schizophyllum bipartitum ingår i släktet Schizophyllum och familjen kejsardubbelfotingar. Inga underarter finns listade i Catalogue of Life.